# Пит Вајдекоп
Пит Вајдекоп  (хол. Pieter "Piet" Wijdekop; Амстердам, 13. септембар 1912 — Хемскерк, 1. септембар 1982) бивши је холандскии кајакаш који се такмичио крајем тридесетих годинана прошлог века. Учесник је Олимпијским играма 1936. у Берлину. Веслао је у пару са својим братом Кесом.

## Спортска биографија
Браћа Вајдекоп освојили су бронзану медаљу у дисциплини склопиви кајак Ф-2 на 10.000 м на Летњим олимпијским играма 1936., када су кајак и кану први пут били у званичном програму олимпијских игара.
За залуге браће Вејдекоп у Холандији, је организован годишњи међународни маратон у кајаку и кануу на реци између Амстердама и Пурмеренда. Маратон је одржаван до 2008. а звао се Трка браће Вајдекоп.